# Jessica Troiano
Jessica Troiano (Avellino, 15 aprile 1986) è una giocatrice di calcio a 5 ed ex calciatrice italiana, attaccante del V.I.P. C5.

## Carriera
Cresciuta calcisticamente nel Valbruna Vicenza, squadra con cui ha conquistato 3 promozioni dalla Serie D alla A2, nel 2007 si trasferisce per una stagione alla Graphistudio Campagna, prima del ritorno a Vicenza.
Gli ottimi campionati in A2 le valgono il passaggio con la formula del prestito al Bardolino Verona, squadra con cui nella stagione 2008-2009 conquista il titolo tricolore e la Coppa Italia.
Nella Graphistudio e nel Bardolino è spesso impiegata anche nel settore calcio a 5.
Nel 2010 per motivi personali decide di dedicarsi esclusivamente al calcio 5 firmando un contratto con la formazione padovana delle Lupe Calcio a 5, che trascina in finale di Coppa Italia 2011, diventando tra l'altro la miglior realizzatrice della fase finale.
Nella stagione 2018-2019 passa al Real Grisignano 

## Palmarès
- Campionato italiano: 1

Bardolino Verona: 2008-2009
- Coppa Italia: 1

Bardolino Verona: 2008-2009